# Thomas of Lancaster, 2. Earl of Lancaster

Wappen von Edmund Crouchback, Earl of Lancaster und seiner Nachfolger

Thomas of Lancaster, 2. Earl of Lancaster (* um 1278; † 22. März 1322 bei Pontefract Castle) war ein englischer Magnat und Rebell. Als oppositioneller Magnat während der Herrschaft seines Cousins König Eduard II. spielte er während dessen Herrschaft eine bedeutende Rolle. Seine Politik scheiterte jedoch schließlich und endete in einer erfolglosen Rebellion gegen den König.

## Herkunft
Thomas of Lancaster entstammte einer Nebenlinie des englischen Königshauses Plantagenet. Er war der älteste Sohn von Edmund Crouchback, 1. Earl of Lancaster und Blanche d’Artois. Sein Vater war der zweitälteste überlebende Sohn von König Heinrich III., seine Mutter war die Witwe von König Heinrich I. von Navarra und die Tochter von Robert I. von Artois. Thomas war damit väterlicherseits ein Enkel des englischen Königs Heinrich III., Neffe von König Eduard I. und Cousin von König Eduard II., mütterlicherseits war er ein Urenkel von König Ludwig VIII. von Frankreich und Großneffe von König Ludwig IX.

## Leben

### Frühe Karriere
Als ranghohes Mitglied der königlichen Familie war Lancaster ein rascher Aufstieg beschieden. 1290 sollte er mit Beatrice, einer Tochter von Hugo, einem jüngeren Sohn von Herzog Hugo IV. von Burgund verlobt werden, die Verbindung platzte jedoch. Im Herbst 1294 heiratete er Alice de Lacy, eine Tochter von Henry de Lacy, 3. Earl of Lincoln. Nach dem Tod seines Vaters 1296 erbte Lancaster dessen umfangreiche Besitzungen. Sein Onkel König Eduard I. bedachte ihn dazu mit zahlreichen Geschenken, im Gegenzug diente er ihm in den Kämpfen des Ersten Schottischen Unabhängigkeitskriegs. Lancaster geleitete im August 1296 den abgesetzten schottischen König John Balliol nach London. Er nahm 1297 am erneuten Feldzug nach Schottland und 1298 an der Schlacht von Falkirk teil. Während des Feldzugs wurde er zum Ritter geschlagen. 1300 nahm er an der Belagerung von Caerlaverock Castle teil und von 1304 bis 1305 begleitete er den König beim Feldzug nach Perth, ebenso nahm er an Feldzügen von 1306 und 1307 teil. Lancaster genoss die Gunst des alten Königs, war jedoch auch mit dem Thronfolger gut befreundet. Als die Brüder seiner Frau ohne Nachkommen noch vor ihrem Vater starben, wurde seine Frau Erbin ihres Vaters. Lancasters Cousin König Eduard II. brachte Henry de Lacy dazu, potentielle Miterben seiner Tochter, die Ansprüche auf die Earldoms Lincoln und Salisbury hatten, zugunsten seines Schwiegersohns zu enterben, dazu ernannte er Lancaster zum Earl of Derby. Dessen letzter Earl, Robert de Ferrers, war als Rebell nach dem Zweiten Krieg der Barone enteignet worden und Lancaster konnte den Titel erfolgreich gegen die Ansprüche von John de Ferrers, dem Erben des letzten Earls, verteidigen. Lancaster führte nun als Erbe seines Vaters die Titel Earl of Lancaster, Earl of Leicester sowie den Titel Earl of Derby. Die von seinem Vater ererbten Ländereien lagen vor allem in Lancashire, Leicestershire und um Kenilworth Castle in Warwickshire, dazu um Tutbury Castle in Staffordshire sowie in Derbyshire, hinzu kam Dunstanburgh Castle in Northumberland. Nach dem Tod seines Schwiegervaters 1311 wurde er auch Earl of Lincoln und Earl of Salisbury und erbte weitere Besitzungen in Yorkshire, Lancashire, Lincolnshire und Denbighshire. Unter den Besitzungen in Yorkshire war auch Pontefract Castle, das Lancasters Lieblingsresidenz wurde. Im Gegensatz zu den anderen Magnaten besaß Lancaster damit ein recht kompaktes Territorium, das sich im südlichen Lancashire, im südlichen Yorkshire und in den nördlichen Midlands über fast die ganze Breite Englands erstreckte. Aus diesen Besitzungen hatte er jährliche Einkünfte von etwa £ 11.000, von denen etwa £ 6500 aus dem Lacy-Erbe kamen. Damit war Lancaster der reichste der englischen Magnaten und konnte sich ein großes militärisches Gefolge leisten. Für seinen wichtigsten Gefolgsmann Robert de Holand übernahm er einen Großteil der Baukosten von Melbourne Castle. Dazu ließ er Dunstanburgh Castle errichten und nahm auch in seinen Burgen Tutbury, Pontefract und Kenilworth Castle größere Umbauten und Erweiterungen vor. Diese Baumaßnahmen und die Kosten für sein großes Gefolge führten dazu, dass seine Ausgaben offenbar zumindest zeitweise seine Einkünfte überstiegen und er sich deshalb mehrmals große Summen Geld leihen musste.

### Beginn des Konflikts zwischen Lancaster und König Eduard II.
Auch nach der Thronbesteigung seines königlichen Cousins im Juli 1307 behielt Lancaster zunächst weiter seine gute Beziehung zu Eduard II. bei. Bei der Krönung am 25. Februar 1308 war er Träger der Curtana, des Schwertes Eduard des Bekenners. Er erhielt weiter Gunstbeweise wie das erbliche Amt des Stewards of England, das ihm der König im Sommer 1308 verlieh. In dieser Zeit hatte sich jedoch wegen der Misswirtschaft und der Verschwendung des Königs sowie wegen des Verhaltens des königlichen Favoriten Piers Gaveston rasch eine Adelsopposition gebildet, deren Führer Lancasters Schwiegervater, der Earl of Lincoln wurde. Im April 1308 kam es zur offenen Konfrontation zwischen dem König und der Adelsopposition, als diese die Verbannung von Gaveston forderte und auch durchsetzte. Lancaster hatte dabei noch zu den wenigen Unterstützern Gavestons gehört, doch danach zog er sich vom König zurück. Es kam zwar nicht zum offenen Bruch zwischen den beiden, aber ab November 1308 wurde er nicht mehr als Zeuge in königlichen Urkunden genannt, er erhielt weniger königliche Geschenke und zog sich vermutlich auf seine Besitzungen in Nordengland zurück. 

### Aufstieg zum Führer der Adelsopposition
Im März oder April 1309 nahm er mit einem großen Gefolge an einem Turnier in Dunstable teil. Dabei traf er zahlreiche andere Barone, die die Ungerechtigkeit und andere Fehler des Königs bemängelten und eine Reform der Regierung forderten. Die Barone trugen ihre Beschwerden im April 1309 dem Parlament vor, worauf der König beim nächsten Parlament im Juli 1309 in Stamford Reformen zusagte. Damit erkaufte er sich die Zustimmung der Barone, damit Gaveston aus seinem Exil zurückkehren konnte. Lancaster lehnte dagegen Gavestons Rückkehr weiter ab. Um diese Zeit wurde er anstelle seines alten Schwiegervaters der Führer der Gegner des Königs, und unter seiner Führung schlossen sich die Gegner Gavestons, die Anhänger der Reformpartei und die von der Erfolglosigkeit des Königs im Kampf gegen die Schotten Enttäuschten weiter zusammen. Beim Parlament im Februar 1310 präsentierte er dem König eine Liste von Beschwerden, und im März musste der König angesichts der Geschlossenheit der Barone der Ernennung von Lords Ordainer zustimmen, die eine Reform der Regierung durchführen sollten.

### Machtkampf mit dem König und Tod Gavestons

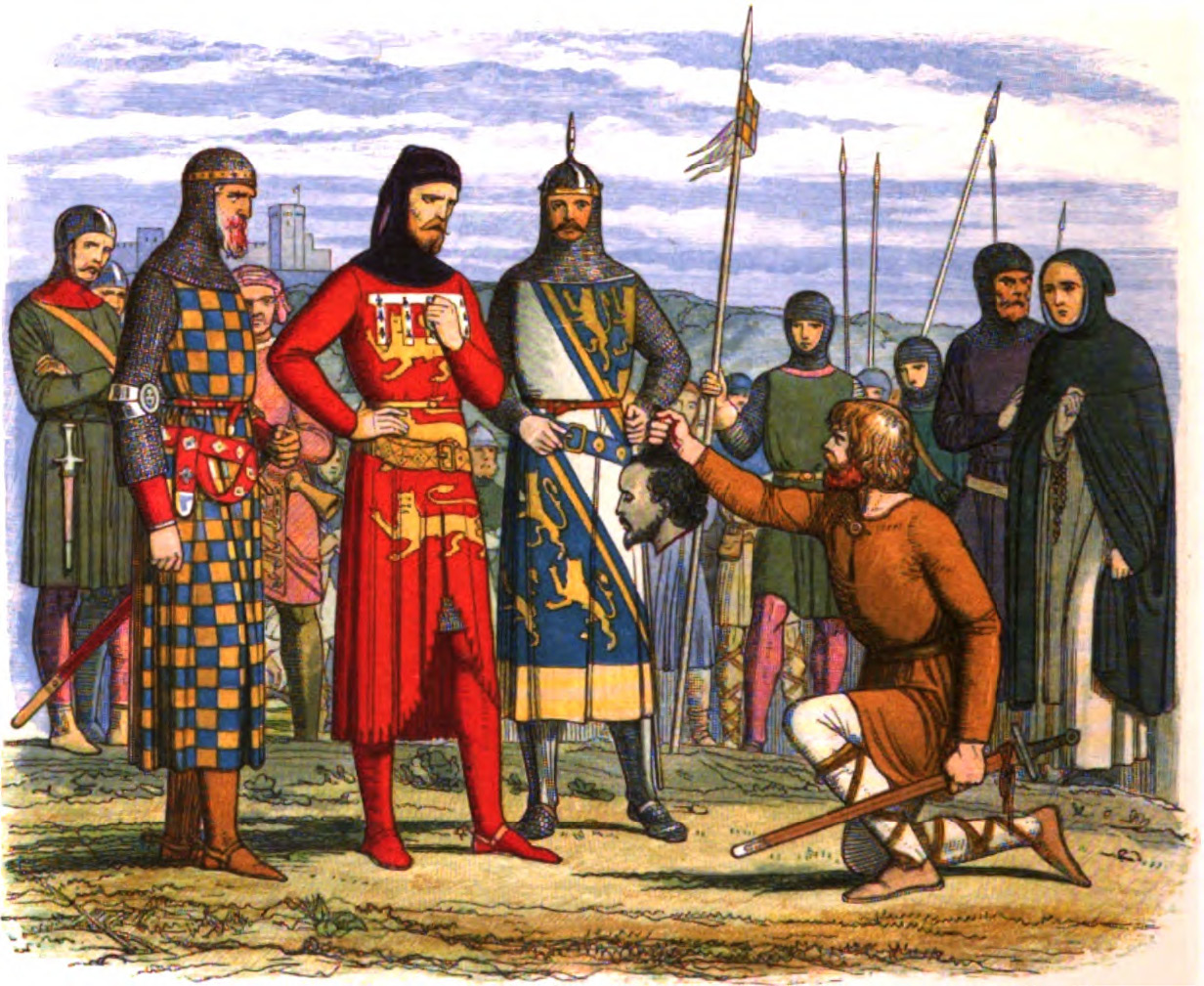
Bohun, Lancaster und Arundel betrachten den abgeschlagenen Kopf von Gaveston. Historisierende Darstellung von 1864

Die 21 Lords Ordainer veröffentlichen im August 1311 die Ordinances, die die Regierung erneuern sollten, und im November folgte eine Ergänzung für den königlichen Haushalt. Der König musste die Anerkennung der Ordinances beeiden, doch danach hielt er sich zusammen mit Gaveston hauptsächlich in Nordengland auf und ging den Lords Ordainer, die die Regierung übernommen hatten, aus dem Weg. Lancaster war nach dem Tod seines Schwiegervaters im Februar 1311 der mit Abstand reichste Adlige Englands geworden, womit er gegenüber den anderen Adligen eine dominierende Position besaß und unangefochten die Regierung führen konnte. Er versuchte dabei, eine gute Herrschaft zu führen, vor allem wollte er die königlichen Finanzen stärken, gleichzeitig aber auch das Volk von hohen Steuern entlasten. Die Ordainer machten jedoch auch Gaveston für die Misswirtschaft des Königs verantwortlich und verlangten ein erneutes, diesmal endgültiges Exil des königlichen Günstlings. Im Oktober 1311 musste Gaveston erneut ins Exil gehen, doch bereits im Januar 1312 war er ohne Erlaubnis zurückgekehrt und traf sich mit dem König in York. Daraufhin wurde Gaveston gemäß der Ordinances von Erzbischof Robert Winchelsey von Canterbury exkommuniziert, und Lancaster verlangte vom König die unverzügliche Verbannung Gavestons. Als dieser erwartungsgemäß ablehnte, führte Lancaster die Jagd der Magnaten nach Gaveston, der sich vom König getrennt hatte. Anfang Mai wurde Gaveston in Scarborough Castle ergriffen, doch der Earl of Pembroke, ein gemäßigter Ordainer, erlegte Gaveston und dem König nur milde Bedingungen auf. Pembroke geleitete Gaveston nach Süden, um ihn vor den König zu bringen, doch dabei wurde Gaveston vom Earl of Warwick, Lancasters engsten Verbündeten, ergriffen. Warwick brachte ihn nach Warwick Castle, wo Gaveston von Lancaster, Warwick und anderen Magnaten in einem Tribunal unter Berufung auf die Ordinances zum Tode verurteilt und kurz darauf am 19. Juni 1312 hingerichtet wurde.

### Auseinanderbrechen der Adelsopposition von 1312 bis 1314
Gavestons Hinrichtung, die eher eine Ermordung war, machte den König zum unversöhnlichen Gegner Lancasters, und zwischen den beiden Lagern drohte ein offener Bürgerkrieg. Die eigenmächtige Hinrichtung Gavestons hatte jedoch auch das Lager der Barone gespalten. Der Earl of Pembroke, der für Gavestons Sicherheit gebürgt hatte, sowie der Earl of Warenne unterstützten fortan wieder den König. Im September begannen Verhandlungen zwischen den Ordainer und dem König. Lancaster hatte Gaveston Juwelen und kostbaren Schmuck abgenommen, den er als Beweis ansah, dass Gaveston sich gegenüber dem König bereichert hätte. Gaveston war jedoch auch offiziell der Kämmerer des Königs und hatte deshalb die Juwelen und den Schmuck verwahrt. Lancasters Stellung wurde durch den Tod von Erzbischof Winchelsey, der bislang die Ordainer gestützt hatte, im Mai 1313 weiter geschwächt. Die Ordainer forderten eine Amnestie, die Anerkennung der Ordinances und die postume Verurteilung von Gaveston, während der König die Rückgabe der Juwelen sowie militärische Unterstützung im Kampf gegen die Schotten verlangte. Im Februar 1313 hatte der König bereits die Juwelen zurückerhalten. Im Oktober vergab er offiziell den Baronen, die Gaveston hingerichtet hatten, doch die erneute Anerkennung der Ordinances blieb aus. Lancaster hatte sich aus den direkten Verhandlungen zurückgezogen und ließ nur über Mittelsmänner verhandeln. Letztlich konnte er die erneute Anerkennung der Ordinances durch den König nicht durchsetzen, denn vorrangig strebte der König nun eine Lösung des schottischen Krieges an. Er erkannte, dass er die Schotten im Kampf um das belagerte Stirling Castle zu einer entscheidenden Schlacht stellen konnte, und forderte im Dezember 1313 seine Magnaten auf, an dem Feldzug teilzunehmen. Lancaster, Warwick, Arundel und Warenne verweigerten jedoch ihre Teilnahme. Lancaster begründete sein Fernbleiben vom Feldzug damit, dass das Parlament dem Aufruf zum Feldzug nicht zugestimmt hätte, wie es die Ordinances vorschrieben. Pembroke, Gloucester und Hereford, die ebenfalls zu den Lords Ordainer gehört hatten, nahmen dagegen an dem Feldzug teil und verdeutlichten damit die Spaltung des Lagers der Magnaten. Durch sein Fernbleiben wurde Lancaster jedoch nicht in die katastrophale Niederlage verwickelt, die das englische Heer im Juni 1314 durch die zahlenmäßig weit unterlegenen Schotten in der Schlacht von Bannockburn erlitt.

### Regierung von 1314 bis 1316
Die demütigende Niederlage führte zu einer völligen Kehrtwende der Politik des Königs. Die Zeitgenossen betrachteten Eduards Niederlage als Gottesurteil zugunsten der Ordinances, und der geschwächte König musste im September 1314 während des Parlaments in York und erneut im Januar 1315 während des Parlaments in Westminster die Ordinances anerkennen. Er übertrug die Macht an Lancaster, der nun die Möglichkeit hatte, seine Ziele durchzusetzen. Zu seinem Unglück war Lancaster jedoch an die Macht gekommen, als sich das Reich in einer schweren Krise befand, und diese Herausforderung überforderte ihn. Nach der Niederlage von Bannockburn wurde Nordengland, wo er selbst umfangreiche Ländereien besaß, das Ziel von schottischen Überfällen. Die finanzielle Krise des Reichs wurde durch die große Hungersnot von 1315 bis 1317 deutlich verschärft, die eine  wirksame Verteidigung gegen die Schotten verhinderte und die Verwaltung des Reiches generell erschwerte. Lancaster versuchte mit der vollständigen Umsetzung der Ordinances diese Probleme zu lösen. Um die Finanzen des Reiches zu sanieren, verkleinerte er den königlichen Haushalt, nahm königliche Zuwendungen zurück und wechselte die Sheriffs, die führenden Beamten in den Grafschaften, aus. Um Nordengland gegen die schottischen Angriffe zu sichern, versuchte er den nordenglischen Adel und Klerus in die Verteidigung mit einzubeziehen. Als im August 1315 Carlisle Castle belagert wurde, wurde Lancaster zum obersten Hauptmann der englischen Armee ernannt. Er plante für Oktober 1315 einen großen Feldzug nach Schottland, der jedoch durch die Auswirkungen der Hungersnot und durch eine Revolte von Adam Banaster, einem seiner eigenen früheren Gefolgsmänner, durchkreuzt und deshalb nicht ausgeführt wurde. 
Bereits ab Frühjahr 1315 hatte er sich wieder aus Westminster zurückgezogen. Für den König, der gegenüber Lancaster weiter auf Distanz blieb, wurde Pembroke der wichtigste Vertraute. Formell erreichte Lancaster sein Ziel, als er im Januar 1316 während des Parlaments in Lincoln zum Hauptratgeber des Königs ernannt wurde. Er hoffte, durch diese Rolle die Reform des Reiches weiter voranzubringen, behielt sich jedoch das Recht des Rücktritts von diesem Amt vor, falls der König nicht seinem Rat folgen würde. Dazu war er weiter nicht bereit, in Westminster zu wohnen, sondern zog sich ab April 1316 wieder auf seine Besitzungen in den nördlichen Midlands zurück. Die Ordinances blieben weiter die Grundlage seiner Politik, aufgrund ihrer Bestimmungen setzte er ein neues Komitee ein, um den königlichen Haushalt weiter zu reformieren und um die Reformen im ganzen Reich umzusetzen. Dennoch gelang es Lancaster nicht, die Krise der Hungersnot, die durch Fehden zwischen den Adligen und durch einen Aufstand in Wales verstärkt wurde, zu lösen. Zwar wurde Lancaster an den Planungen und Vorbereitungen des Königs für einen neuen Feldzug gegen Schottland im Sommer 1316 beteiligt. Dennoch kam es zwischen ihm und dem König immer wieder zu Streitereien, die sie während des Parlaments im August 1316 in York öffentlich austrugen, und im November 1316, als ein Kandidat der Königin anstelle eines Kandidaten Lancasters zum neuen Bischof von Durham gewählt wurde. Als fast gleichzeitig Arundel zum neuen Befehlshaber der Truppen in Nordengland gewählt wurde, wurde klar, dass Lancaster nach der Absage des geplanten Feldzugs gegen Schottland im Oktober 1316 an Bedeutung verloren hatte.

### Politische Isolation
Lancasters Regierung war gescheitert und er war nun politisch isoliert. Sein Verbündeter Warwick war 1315 gestorben, während die anderen Magnaten auf der Seite des Königs standen.  Wegen seines Reichtums und seiner großen Anzahl an Vasallen blieb er ein ernsthafter Machtfaktor, und er behielt seine oppositionelle Haltung dem König gegenüber bei. Er weigerte sich regelmäßig, an den königlichen Ratsversammlungen teilzunehmen und beobachtete misstrauisch, wie ab 1316 eine neue Gruppe von Höflingen, darunter Hugh le Despenser der Ältere und der Jüngere, Hugh de Audley, Roger Damory und William Montagu zunehmenden Einfluss auf den König bekamen. Drei von ihnen, Despenser der Jüngere, Audley und Damory, waren durch ihre Heiraten mit den Erbinnen des Earls of Gloucester zu großem Reichtum gekommen. Dazu hatten sie zahlreiche Ländereien und Privilegien durch die Gunst des Königs erhalten, ohne dass der König gemäß der Ordinances seine Barone um Zustimmung gebeten hatte. Der König vertraute seinen Günstlingen und sie wurden zu seinen wichtigsten Ratgebern, doch ihre Habgier belastete die königlichen Finanzen, die durch die Hungersnot und durch die Kriege mit Schottland weiter schwer belastet waren.
Lancaster stand nicht nur prinzipiell, sondern auch aus persönlichen Gründen den Günstlingen feindlich gegenüber. Nachdem im April 1317 seine Frau durch den Earl of Warenne entführt worden war, bestand zwischen den beiden eine persönliche Feindschaft. Aufgrund seiner Isolation hatte er jedoch keinen Einfluss auf die Regierung. Nachdem auch ein von ihm im Juli 1317 geschickter Brief an den König nichts bewirkt hatte, begann Lancaster mit kleineren militärischen Aktionen. Im Oktober 1317 überfiel Sir Gilbert Middleton, ein Ritter aus Northumbria, Louis de Beaumont, den gegen Lancasters Willen gewählten neuen Bischof von Durham, und dessen Bruder Henry de Beaumont, einen unbeliebten Höfling, als sie auf dem Weg zur Bischofsweihe in Durham waren. Mehrere Mitglieder von Middletons Bande gehörten kurz darauf zum Gefolge Lancasters. Lancasters Vasallen begannen mit Angriffen auf Burgen von Warenne und Damory in Nordengland und besetzten im Oktober 1317 Knaresborough und Alton Castle. Gegen die Beaumonts und Damory schloss Lancaster sogar ein Bündnis mit den Schotten.

### Erneute Aussöhnung mit dem König
In dieser Situation drängten ab November 1317 die Earls of Pembroke und Hereford, der Höfling Baron Badlesmere und die Bischöfe auf eine erneute Aussöhnung zwischen Lancaster und dem König. Neue Einfälle der Schotten, die im Frühjahr und Sommer 1318 bis ins südliche Yorkshire vordrangen, zeigten, dass die Zusammenarbeit mit Lancasters Truppen zur Grenzverteidigung dringend erforderlich war. Um Lancaster entgegenzukommen, drängten Pembroke und Badlesmere Roger Damory, den gierigsten der Günstlinge des Königs, zur Mäßigung gegenüber dem König. Die folgenden Verhandlungen zeigten jedoch, dass die Vorstellungen von Lancaster und dem König weit auseinanderlagen. Lancaster verlangte die unbedingte Einhaltung der Ordinances, die Entfernung der schlechten Ratgeber und deren Verurteilung durch das Parlament, damit sie die erhaltenen Güter zurückgeben müssten. Diese Forderungen stießen natürlich bei der Umgebung des Königs auf einhellige Ablehnung. Nach langwierigen Verhandlungen zwischen Pembroke, zahlreichen Bischöfen und Lancaster akzeptierte dieser im August 1318 den Vertrag von Leake, in dem er sich mit dem König aussöhnte. Dabei musste Lancaster auf zahlreiche seiner Forderungen verzichten. Zwar wurde nun ein neuer, ständiger Staatsrat gebildet, in dem Lancaster jedoch nur eine Stimme hatte. Die Ordinances sollten eingehalten werden, doch ihre Einhaltung oblag der Verantwortung der führenden Höflinge des Königs. Über die Rückgabe der Schenkungen des Königs wurde nichts vereinbart. Nach dem Abschluss dieses Abkommens beschloss das in York tagende Parlament im Oktober und November geringfügige Reformen am Königshof. Lancaster hatte also weitreichende Zugeständnisse machen müssen, im Gegenzug akzeptierten mehrere Höflinge, dass sie bei ihm hohe Schulden hatten, was für Lancaster sehr einträglich war. Hinzu kam im November eine Aussöhnung zwischen Lancaster und Warenne, in der Warenne Lancaster als Entschädigung seine Besitzungen in Yorkshire und Nordwales übertragen musste.

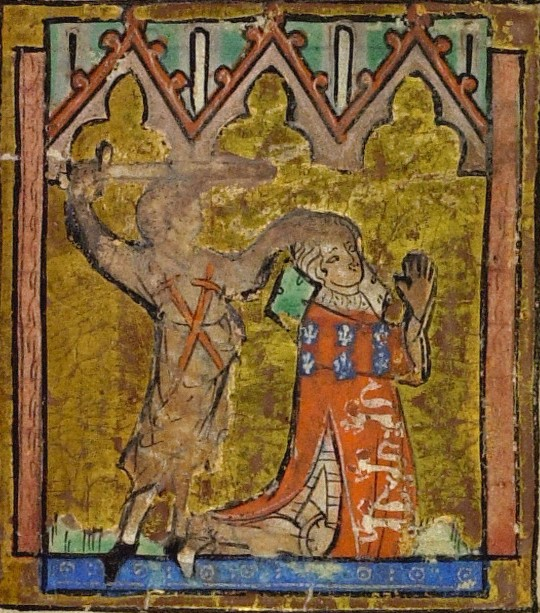
Hinrichtung Lancasters. Mittelalterliche Darstellung, um 1330

### Feldzug von 1319 und endgültiger Bruch mit dem König
Im Mai 1319 wurde während des Parlaments in York ein neuer Feldzug gegen Schottland geplant, an dem Lancaster teilnehmen wollte. Weiterhin wurde er als Steward of England gebeten, die Ernennung von Badlesmere als Steward of the Royal Household zu bestätigen, doch Lancaster wünschte für sich mehr Einfluss auf die Überwachung der Finanzen des Königshofs und verweigerte seine Zustimmung. Am Feldzug gegen Schottland nahm er jedoch mit einem großen Gefolge teil, wobei er für sich und seine Vasallen auf den ihnen zustehenden Sold verzichtete, um unabhängig vom König zu bleiben. Während des Feldzugs belagerte die englische Armee im September 1319 Berwick. Obwohl die Stadt noch nicht erobert worden war, versprach der König die Beute leichtsinnerweise seinen Günstlingen Hugh le Despenser dem Jüngeren und Roger Damory. Als auch noch bekannt wurde, dass ein schottisches Heer die Engländer umgangen hatte und Yorkshire verwüstete, verließ Lancaster mit seinen Truppen das Belagerungsheer. Die Belagerung von Berwick  scheiterte, und nach erneuten schottischen Vorstößen nach Nordengland musste der König mit den Schotten im Dezember 1319 einen Waffenstillstand schließen. Darüber kam es zwischen dem König und Lancaster erneut zum Bruch. Lancaster verweigerte seine Teilnahme am Parlament in York im Januar 1320, während der König seinen Günstlingen weitere Geschenke machte. Im Frühjahr 1320 erreichte der König, dass sein auf die Einhaltung der Ordinances geleisteter Eid vom Papst aufgehoben wurde. König Eduard II. verfügte jetzt wieder über die Freiheiten und die Macht, die er zuletzt 1311 besessen hatte, während Lancaster, der sich wieder nach Pontefract Castle zurückgezogen hatte, erneut völlig isoliert war.

### Von der Konfrontation zum bewaffneten Aufstand
Der rasante Aufstieg der beiden Despensers, die die anderen Günstlinge am Königshof verdrängen konnten und ab 1319 entscheidenden Einfluss auf den König hatten, rief jedoch eine weitere radikale Opposition hervor. Als sich der jüngere Despenser der Herrschaft Gower in Südwales bemächtigen wollte, erhob sich gegen ihn ein Bündnis der Marcher Lords, dem der Earl of Hereford, Baron Mowbray und auch die entmachteten Günstlinge Audley und Damory angehörten. Im Februar 1321 wandte sich Hereford an Lancaster und erreichte, dass dieser das Bündnis der Marcher Lords unterstützte.  Nachdem der König im April die Forderung der Marcher Lords nach Entmachtung der Despensers und deren Entfernung vom Hof abgelehnt hatte, kam es Anfang Mai in Südwales zum Despenser War, in dem die Marcher Lords die Besitzungen Despensers eroberten und plünderten. Lancaster nahm an diesem Krieg zunächst aktiv nicht teil, organisierte jedoch zwei Treffen der Gegner des Königs im Mai und Juni, um das weitere Vorgehen abzustimmen. Beim ersten Treffen im Mai in Pontefract Castle versuchte er, fünfzehn weitere nordenglische Barone dazu zu bewegen, sich dem Bündnis gegen Despenser anzuschließen, doch diese ließen sich nur zu einem gegenseitigen Defensivbündnis überzeugen. Im Juni kam es in Sherburn-in-Elmet zu einem zweiten, größeren Treffen, an dem die Marcher Lords, die nordenglischen Barone und vor allem Lancasters eigene Vasallen teilnahmen. Die nordenglischen Barone verhielten sich jedoch weiter abwartend, so dass das Treffen letztlich ein Fehlschlag war. Bereits zuvor hatten die Rebellen einen Beschwerdebrief über die Missregierung des Königs und vor allem eine Anklageschrift gegen die Despensers verfasst, die dem im Juli 1321 einberufenen Parlament vorgelegt werden sollte.

### Offene Rebellion und Tod

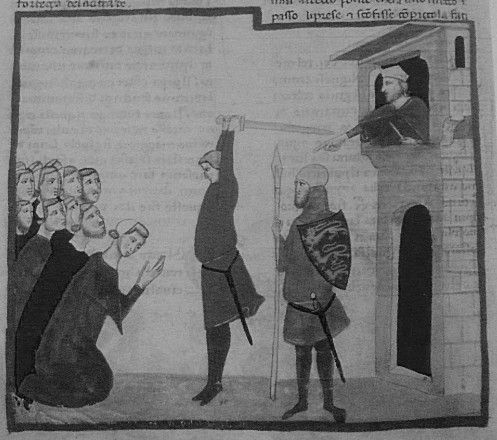
Hinrichtung Lancasters. Darstellung aus dem 14. Jahrhundert

Nach dem Treffen blieb Lancaster in Pontefract, während die Marcher Lords mit ihrem Heer nach London marschierten. Unter ihrem Druck und durch Überzeugung des Earls of Pembroke stimmte der König im August der Verbannung der Despensers zu. Der König suchte jedoch nun die Offensive. Im Oktober griff er die Besitzungen von Badlesmere, der sich wenige Monate zuvor den Rebellen angeschlossen hatte, in Kent an. Badlesmere flehte die Marcher Lords an, die belagerten Burgen zu entsetzen, doch Lancaster verweigerte dazu seine Zustimmung. Er verübelte Badlesmere immer noch sein früheres Amt als Steward of the Royal Household, das er ohne seine Zustimmung erhalten hatte. Ohne Lancasters Unterstützung unternahmen die Marcher Lords nur einen halbherzigen, erfolglosen Entsatzversuch und zogen sich dann zusammen mit Lancaster nach Pontefract zurück. Die ersten Vasallen Lancasters verließen dabei schon das Heer der Rebellen, als ihnen bewusst wurde, dass nun eine offene Auseinandersetzung zwischen Lancaster und dem König bevorstand.
Lancaster lud im November noch einmal die nordenglischen Barone und die Marcher Lords zu einem Treffen nach Doncaster ein, um das Bündnis gegen den König zu verstärken. Zu dem Treffen lud er selbst Barone ein, die zweifelsfrei auf der Seite des Königs standen. Die versammelten Barone verfassten eine erneute Petition an den König, die sich gegen die Rückkehr der Despensers richtete, während Lancaster nun insgeheim wieder Bündnisverhandlungen mit dem schottischen König Robert the Bruce begann. In diesen Verhandlungen nannte sich Lancaster King Arthur, gleichzeitig unternahm er nichts gegen die Schotten, die einen neuen Raubzug nach Nordengland führten. Der König hatte unterdessen mit seinem Heer die Welsh Marches angegriffen, wo sich ihm im Januar 1322 ein Großteil der Marcher Lords ergab. Lancaster hatte sie bei ihrem Kampf nicht aktiv unterstützt und stattdessen vergeblich das königliche Tickhill Castle in Yorkshire belagert. Hereford führte nun die Reste des Heeres der Marcher Lords nach Pontefract. Der König wandte sich nun direkt gegen Lancaster, worauf diesen weitere seiner Vasallen verließen. Lancaster versuchte vergeblich, dem königlichen Heer den Übergang über Burton Bridge zu verwehren. Nachdem die königlichen Truppen die Stellung seiner Truppen umgangen hatten, wollte er sich zunächst offen zur Schlacht stellen. Da aber selbst Robert de Holand, der Führer seiner Haustruppen, ihn verlassen hatte, flüchtete er mit Hereford und einem immer kleiner werdenden Heer nach Norden, um Dunstanburgh Castle zu erreichen oder um möglicherweise auch direkt die schottische Grenze zu überqueren. Am 16. März versperrte ihnen jedoch bei Boroughbridge ein in Nordengland zusammengestelltes königliches Heer den Übergang über den River Aire. In der folgenden Schlacht bei Boroughbridge wurden die Rebellen entscheidend geschlagen. Hereford fiel, und Lancaster geriet am folgenden Tag in Gefangenschaft. Er wurde nach Pontefract gebracht, wo mehrere Magnaten, darunter der ältere Despenser, ihn in einem Scheinprozess als Verräter zum Tod durch Hanged, drawn and quartered verurteilten. Der König begnadigte ihn schließlich wegen ihrer Verwandtschaft zum Tod durch Enthaupten. In einem Büßergewand und mit einem schäbigen Hut bekleidet, wurde er auf einem alten Maultier durch eine johlende Menschenmenge zur Hinrichtung auf einem Hügel vor der Burg geführt und enthauptet. Danach wurde er in der Pontefract Priory beigesetzt.

## Erbe
Lancasters Ehe mit Alice de Lacy war nicht erfolgreich und war kinderlos geblieben. Seit 1317 lebte das Paar getrennt, nach seinem Tod erhielt sie einen Teil ihrer ererbten Besitzungen zurück. Lancaster hatte mindestens einen unehelichen Sohn, über den jedoch kaum etwas bekannt ist. Nach seiner Hinrichtung verfielen seine Titel und seine Lehen, doch 1324 erhielt sein jüngerer Bruder Henry of Lancaster den Titel des Earls of Lancaster. Nach dem Sturz von König Eduard II. und der Despensers 1326 erklärte das Parlament, dass Thomas unschuldig gewesen sei, woraufhin Henry auch zum Earl von Derby, Salisbury und Lincoln erhoben wurde.

## Verehrung als Heiliger
Ähnlich wie bei Simon de Montfort wurde Lancaster schon bald nach seinem Tod als Märtyrer und Heiliger verehrt. Innerhalb von sechs Wochen nach seiner Hinrichtung wurden die ersten Wunder berichtet, die sich an seinem Grab in Pontefract zugetragen hätten. Der König ließ daraufhin die Kirche mit seinem Grab von einer bewaffneten Wache absperren. 1323 kam es zu Unruhen am Ort seiner Hinrichtung, wo sich Menschenmassen zum Gebet versammelten. Nach dem Sturz von König Eduard II. baten die Commons 1327 den neuen König Eduard III., die Kanonisation Lancasters zu unterstützen. Obwohl mit dem Sturz des Königs und der Despensers die äußeren Umstände der Heiligenverehrung Lancasters entfallen war, hielt seine Verehrung als Heiliger durch das Volk an. Obwohl er nie offiziell kanonisiert wurde, wurden bis zur Reformation sein Hut und sein Gürtel in Pontefract verehrt und er galt als Fürsprecher bei Kopfschmerzen und gegen die Gefahren bei der Geburt.

## Bewertung
Der britische Historiker John R. Maddicott beschreibt ihn als zwiespältige Persönlichkeit. Zwar hatte Lancaster Ideale und setzte sich fast zeitlebens für die Ordinances und eine gerechtere Regierung ein. Andererseits war er gegenüber seinen eigenen Pächtern ein strenger und oft auch gewalttätiger Grundherr, gegen den sich viele Beschwerden wandten. Schon nach der Hinrichtung Gavestons zog er sich aus den direkten Verhandlungen zurück und zeigte Führungsschwäche. Nach dem Tod von Erzbischof Winchelsey versäumte er es, die anderen Bischöfe auf seine Seite zu ziehen, so dass er von der Kirche nicht mehr offen unterstützt wurde. Letztlich war er bei seinem Idealismus weder ein guter politischer noch persönlicher Führer. Unter seiner Führung gab es nach 1312 keine geschlossene Adelsopposition gegen den König mehr, und schließlich war er ab 1317 unter den Magnaten, abgesehen von seinen eigenen Vasallen, nahezu isoliert. Im Vertrag von Leake hatte er zugunsten von territorialen und finanziellen Gewinnen auf den Großteil seiner politischen Ziele verzichtet. Den Großteil seiner Karriere verbrachte er zurückgezogen auf seinen nordenglischen Burgen ohne direkten Einfluss auf die Politik in Westminster. Sein Einfluss beruhte auf seinem Besitz und seiner großen Gefolgschaft. Seine Bündnisse mit den verfeindeten und verhassten Schotten 1317 und 1322 bewiesen wenig politische Weitsicht. Selbst während der bewaffneten Rebellion stellte er 1321 seine persönliche Feindschaft gegenüber Badlesmere über seine politischen Ziele. Die nordenglischen Barone verweigerten ihm während der Rebellion ihre Unterstützung, und selbst der Großteil seiner Vasallen verließ ihn schließlich. Sein Leben und seine Karriere scheiterten nicht nur an den widrigen politischen Umständen, sondern auch an seinen eigenen Unzulänglichkeiten. Die politischen Ziele und Ideale, die er verfolgt hatte, hätten einen besseren Führer verdient gehabt. Auch andere moderne Historiker wie Alison Weir bewerten ihn überwiegend negativ und als schwachen und unentschlossenen Politiker, der keine echte Alternative zur schwachen Herrschaft von Eduard II. bieten konnte.